# Định Hải, Nghi Sơn
Định Hải là một xã thuộc thị xã Nghi Sơn, tỉnh Thanh Hóa, Việt Nam.

## Địa lý
Xã Định Hải nằm gần trung tâm thị xã Nghi Sơn, có vị trí địa lý:
- Phía đông giáp các phường Hải Lĩnh, Ninh Hải và Tân Dân
- Phía tây giáp xã Phú Sơn
- Phía nam giáp phường Nguyên Bình và xã Hải Nhân
- Phía bắc giáp xã Các Sơn.

Xã Định Hải có diện tích 26,40 km², dân số năm 1999 là 3.167 người, mật độ dân số đạt 120 người/km².
Đây là địa phương có tuyến Đường cao tốc Quốc lộ 45 – Nghi Sơn đang được xây dựng đi qua.

## Lịch sử
Trước đây, Định Hải là một xã thuộc huyện Tĩnh Gia.
Ngày 22 tháng 4 năm 2020, Ủy ban Thường vụ Quốc hội ban hành Nghị quyết số 933/NQ-UBTVQH14, thành lập thị xã Nghi Sơn trên cơ sở toàn bộ diện tích và dân số của huyện Tĩnh Gia. Xã Định Hải thuộc thị xã Nghi Sơn như hiện nay.